# Талдикудук (Улитауський район)
Талдикуду́к (каз. Талдықұдық) — село у складі Улитауського району Улитауської області Казахстану. Входить до складу Жангільдинського сільського округу.
Населення — 40 осіб (2021; 74 у 2009, 120 у 1999, 167 у 1989).
Національний склад станом на 1989 рік:
- казахи — 100 %.